# 존 윅
존 윅(영어: John Wick)은 데릭 콜스태드가 기획한 미국의 네오누아르 액션 영화 시리즈와 여기에서 파생한 미디어 프랜차이즈를 총칭한다. 키아누 리브스가 주인공 존 윅 역을 맡고 채드 스타헬스키가 감독한 2014년 동명 영화에서 시작하였다.
존 윅은 살인전문가였으나 사랑하는 여인이 생기면서 은퇴하였으며 이 아내를 병으로 잃은 뒤에는 아내가 남긴 개를 기르며 지낸다. 이 총애하던 개를 죽인 범인들에게 복수하면서 존 윅은 보기맨으로 불렸던 과거 모습으로 부활한다.

## 영화
- 존 윅 (2014)
- 존 윅: 리로드 (2017)
- 존 윅 3: 파라벨룸 (2019)
- 존 윅 4 (2023)
- 발레리나 (2025)

## 텔레비전
- 더 콘티넨털: 프롬 더 월드 오브 존 윅 (2023)

## 비디오 게임
- 페이데이 2: 존 윅 (2014)
- 존 윅 크로니클스 (2017)
- 존 윅 헥스 (2019)